# Acrocarpus fraxinifolius
Acrocarpus fraxinifolius är en ärtväxtart som beskrevs av George Arnott Walker Arnott. Acrocarpus fraxinifolius ingår i släktet Acrocarpus och familjen ärtväxter. Inga underarter finns listade i Catalogue of Life.

## Bildgalleri

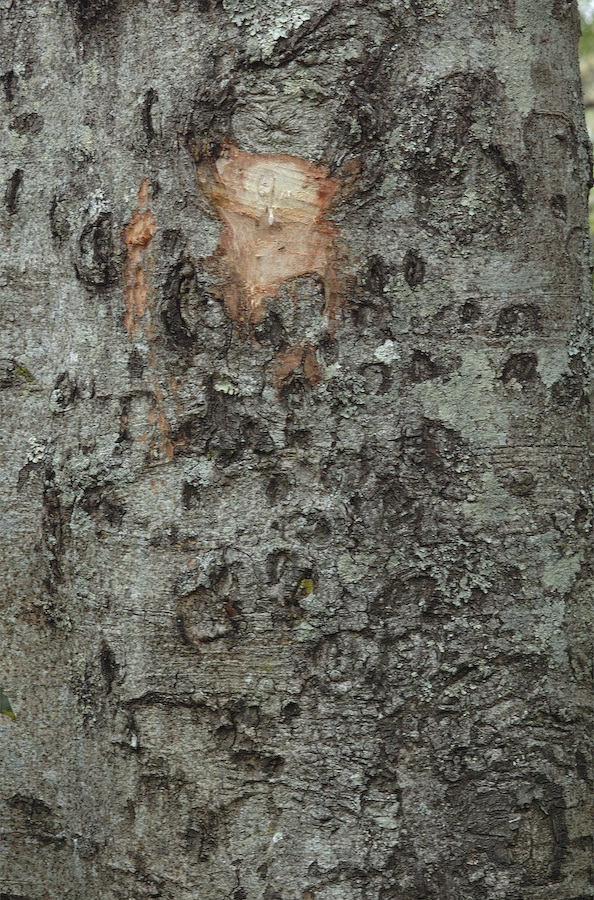
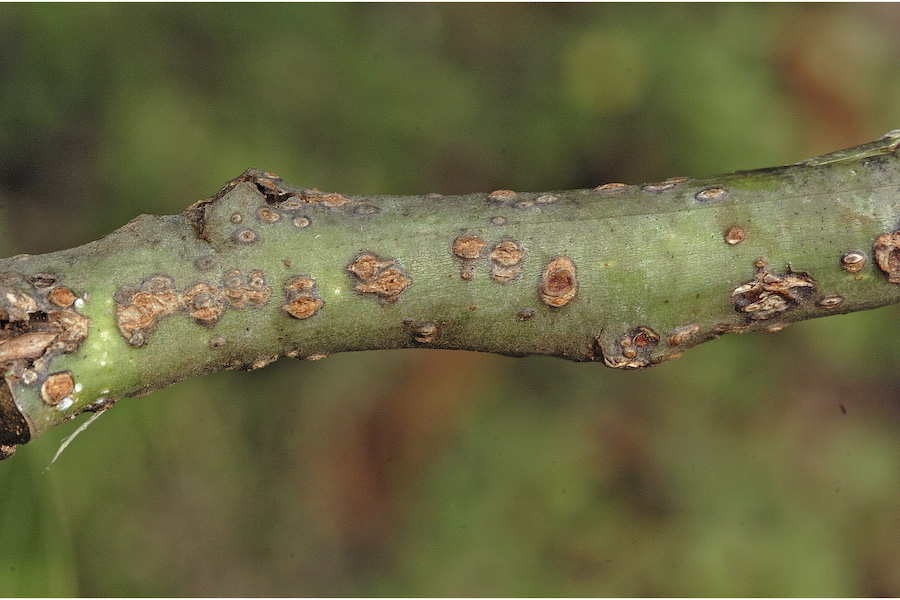
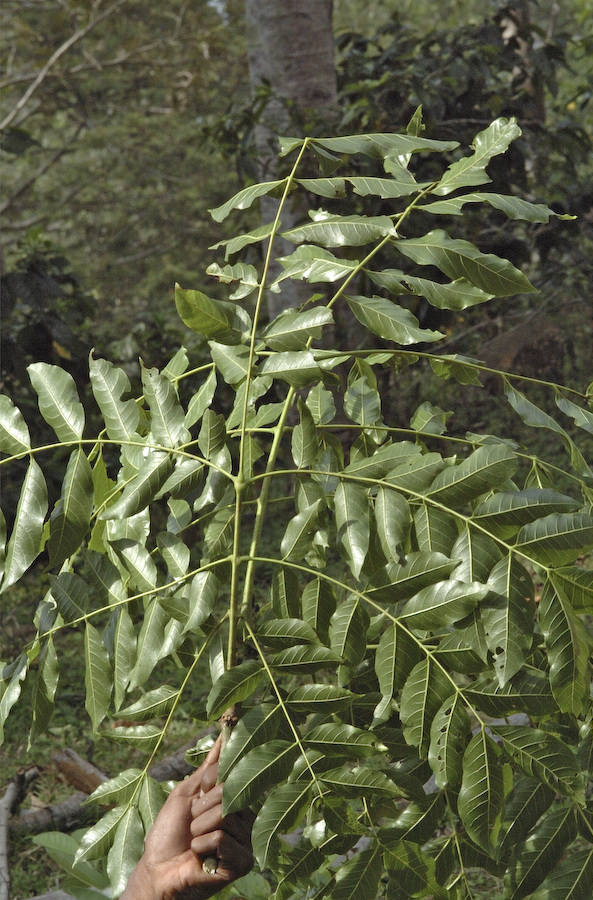
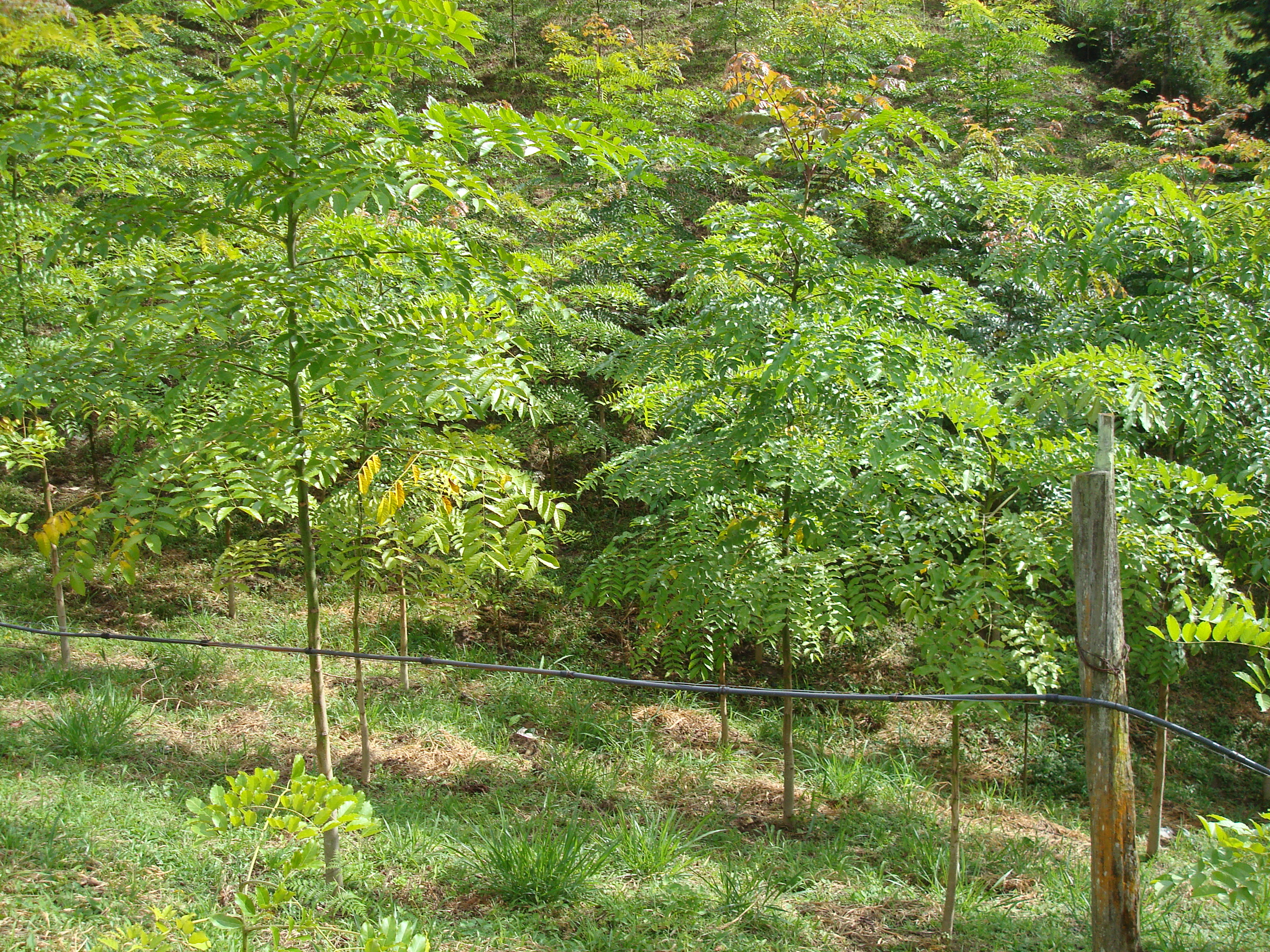
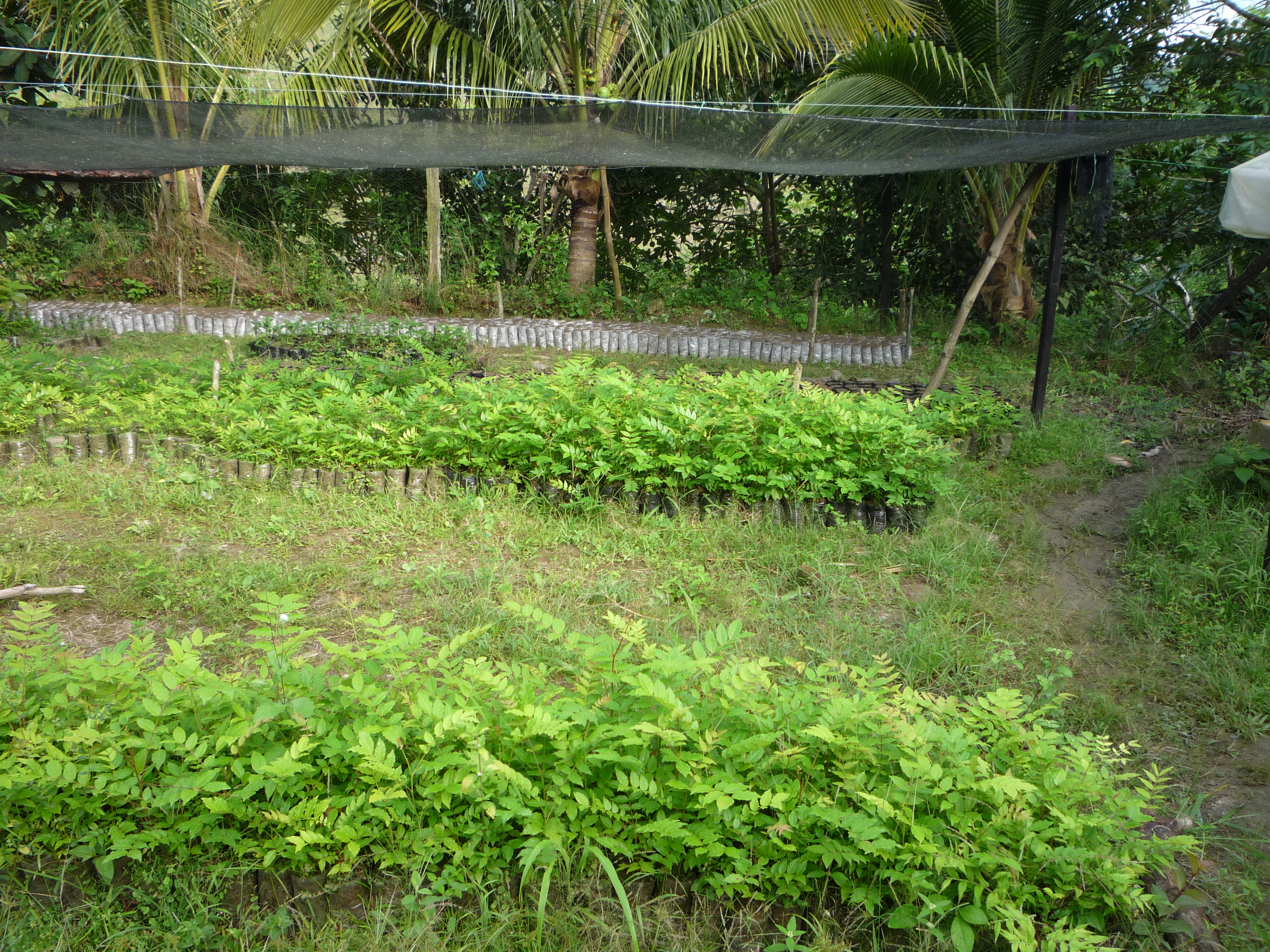
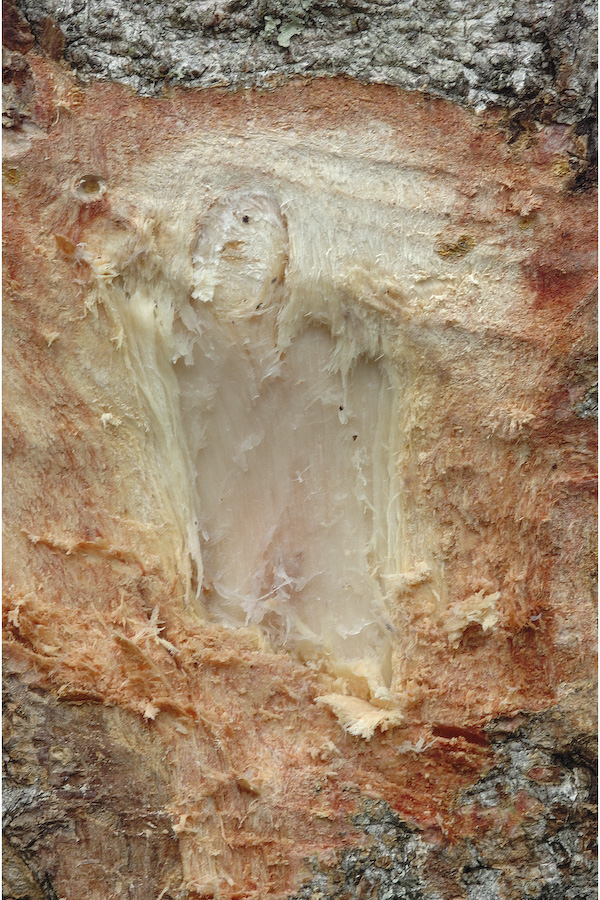